# كنيسة اللاتين (السلط)
كنيسة انتقال السيدة للاتين أو كنيسة اللاتين هي إحدى أقدم الكنائس الكاثوليكيّة في الأردن.  تقع في المركز القديم لمدينة السلط، الذي أُدرِج على قائمة التراث العالمي التابعة لليونسكو. بُنِيَت في نهاية الحكم العثماني لبلاد الشام، وتحديدًا عام 1886، وتضم ديرًا ومرافق تبشيريّة ومدرسة خاصّة وعدّة متاجر.

## التصميم
صَمّم الكنيسة المُبَشِّر الفرنسي جان موريتين عام 1870. استمر العمل في تشييدها ستة عشر عامًا، حيث بُنِيَت كنيسة أخرى فوق الكنيسة الأصليّة لتوسعتها عام 1880 على يد الأب جوزيبي غاتي، وذلك بالاستعانة بعمالة ماهرة استُقِدمت من بيت ساحور وبيت جالا، حيث استُخدمت نقوش فنيّة مستوحاة من التراث المحلي بالإضاقة إلى تصميمات أوروبيّة قوطيّة. ويتّسم تصميم الكنيسة بالسقوف العاليّة من الأقبية المتقاطعة وثمانية أعمدة ثلاثيّة كورنثيّة منحوتة في الحجر الجيري الأصفر. ولقد أُضيف إلى الكنيسة العديد من المرافق لاحقًا حتى افتتاحها في عام 1886. كما يضم البناء مزارًا لماري ألفونسين، مؤسِّسة راهبات الورديّة وإحدى القدّيسات اللّاتي عشن في السلط لأعوام في القرن التاسع عشر.

## صور

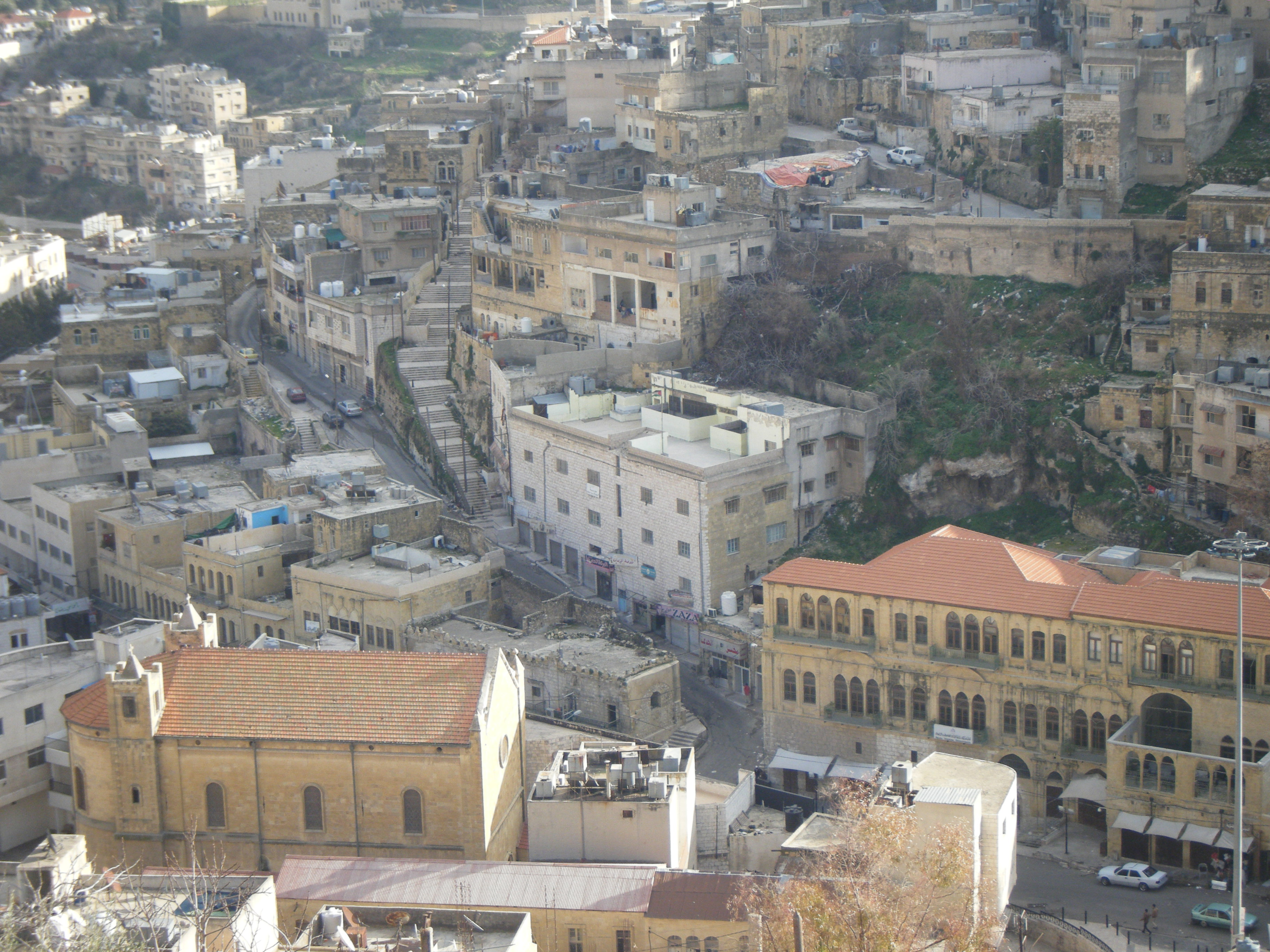
الكنيسة ضمن مركز السلط
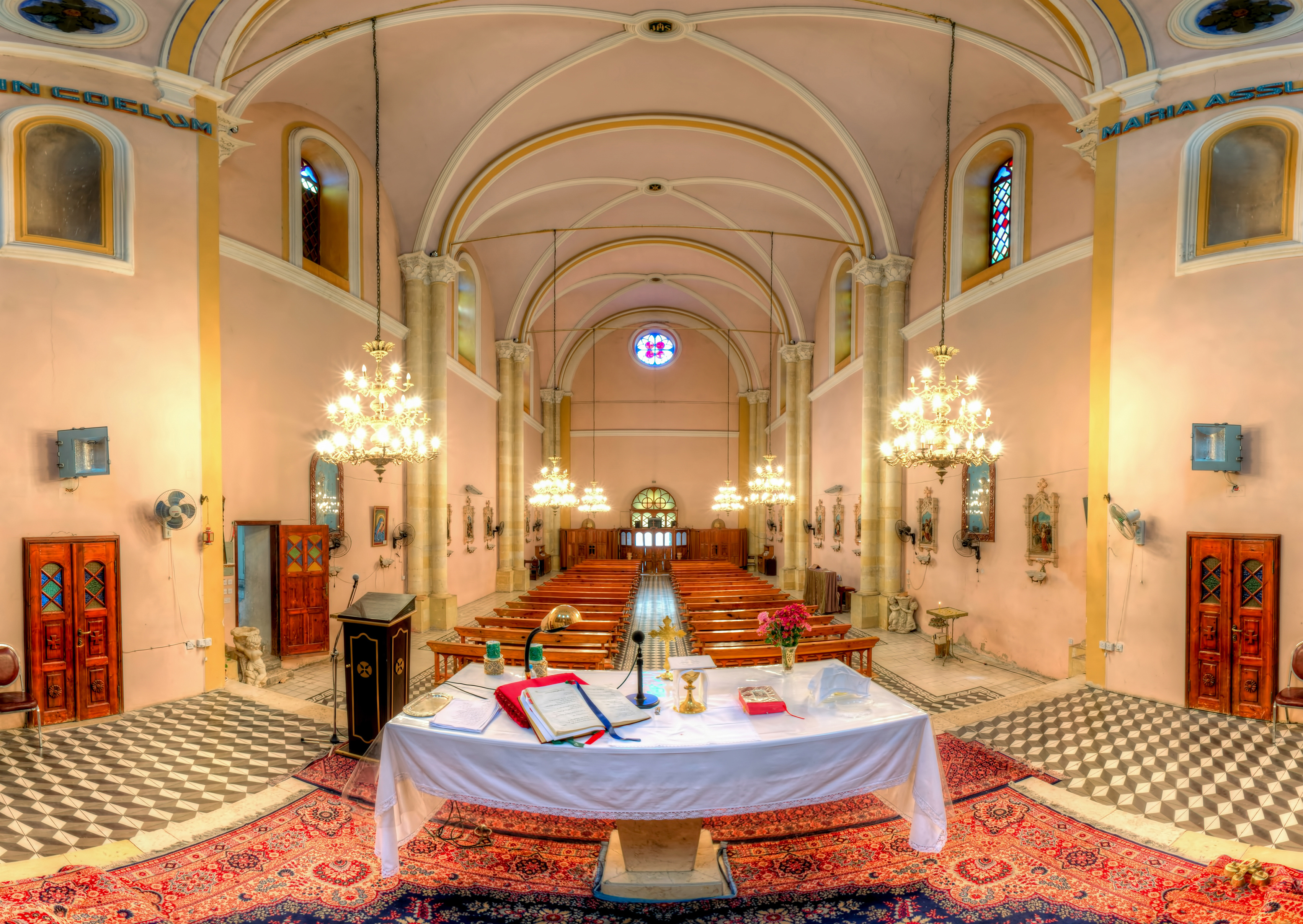
الكنيسة من الداخل
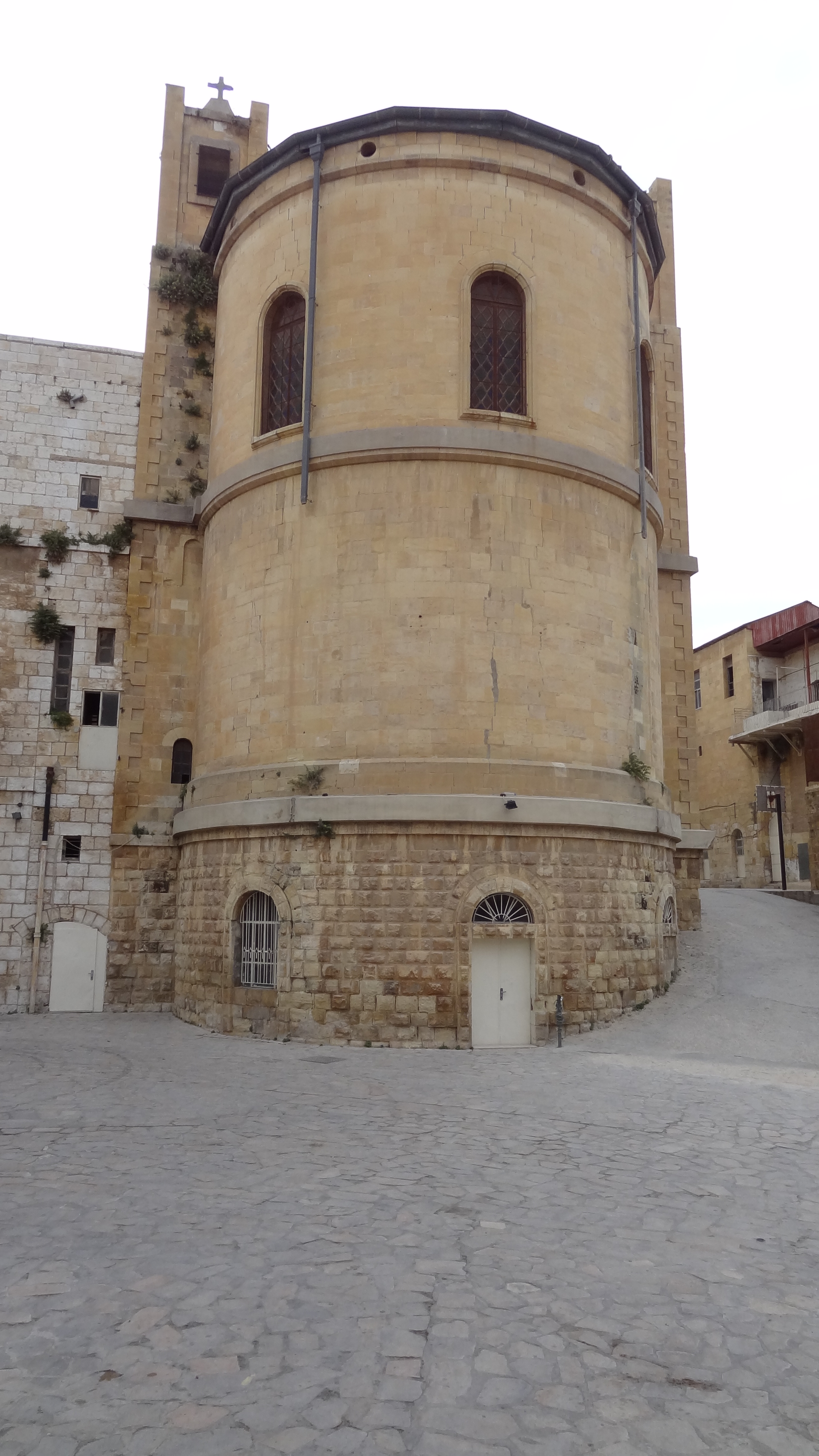
واجهة شرقية

## وصلات خارجية
- الموقع الرسمي، مدارس البطريركية اللاتينية في السلط
- تقرير: كنيسةُ اللاتين الواقعةُ في وسطِ مدينةِ السلط ضمنَ حلقاتِ كنيستي، نورسات الأردن
- كنائس محافظة البلقاء، مجلس محافظة البلقاء
- صورة جوية للكنيسة، ويكيمابيا